# Maria Karlsson
Maria Josefina Karlsson (Göteborg, 8 febbraio 1985) è un'ex calciatrice svedese, di ruolo difensore.
In carriera ha giocato ai massimi livelli di categoria sia in patria, nel campionato svedese femminile di calcio, che all'estero, nei campionati inglese, italiano e francese dove ha concluso la propria attività nell'estate 2016, vincendo complessivamente un titolo nazionale, tre coppe di lega e una Supercoppa italiana. Convocata più volte nelle nazionali giovanili, pur inserita in rosa con la nazionale maggiore non riuscì a essere impiegata che marginalmente.
Citata dalla Federcalcio svedese come Karlsson De Cecco, ha acquisito il cognome del marito dopo aver sposato l'ex giocatore e allenatore di pallavolo Matteo De Cecco.

## Caratteristiche tecniche
Dotata di buon fisico e buona visione di gioco, Maria Karlsson integra la sua esperienza in campo internazionale alle capacità di controllo con la testa entrambi i piedi. Nella sua carriera ha giocato sia da difensore che da centrocampista.

## Carriera

### Club
Maria Karlsson compiuti i 14 anni inizia a giocare a Sätila nelle giovanili del Sätila SK, squadra con cui rimarrà fino al 2001. Nel 2002 viene contattata dal K. Landvetter, squadra di Göteborg che milita nel Damallsvenskan, il massimo campionato di calcio femminile svedese, che le offre l'opportunità di iniziare la carriera professionistica. Nel 2005 la società viene rinominata in Kopparbergs/Göteborg e Karlsson vi rimane fino al 2008 disputando sempre campionati di vertice senza però arrivare ai primi due posti che le consentirebbero di esordire in campo internazionale. Al termine del campionato 2008 decide di trasferirsi al Linköping che grazie al secondo posto conquistato ha diritto a partecipare alla UEFA Women's Champions League 2009-2010. Nella società di Linköping viene identificata come Maria Karlsson II, o Maria "Kalle" Karlsson per la presenza in rosa della sua omonima Maria "Kia" Karlsson. 
Con il Linköpings FC resterà due stagioni vincendo il suo primo titolo nazionale all'esordio (2009) e due Svenska Cupen (2009 e 2010). Al termine del 2010 Karlsson totalizzò 154 presenze nel Damallsvenskan.
Nel gennaio 2011 coglie l'opportunità di essere la prima calciatrice svedese a firmare per una squadra iscritta alla Football Association Women's Super League, neoistituito campionato di vertice inglese di calcio femminile. Dopo essere stata contattata per partecipare alle selezioni del Doncaster Rovers Belles, firma con la società di Doncaster. Con le britanniche resterà sol una stagione, al termine della quale decide di non rinnovare il contratto ritornando in terra natia.
Dopo un ritorno in Svezia, dove gioca con il Jitex BK, dopo sei partite ed un gol segnato nel novembre 2011 Karlsson decide di trasferirsi in Italia firmando un contratto con il Bardolino Verona entrando in rosa durante il campionato di Serie A 2011-2012. Con le veronesi, che dopo due stagioni mutano la ragione sociale in AGSM Verona, rimane due campionati e mezzo decidendo di concludere l'avventura scaligera al termine della stagione 2013-2014 accordandosi con il Brescia.
Rimane con la società una sola stagione, indossando la maglia delle "leonesse" per 25 volte su 26 incontri siglando l'unica sua rete del campionato, il 14 febbraio 2015, nella partita vinta sull'Orobica per 6-2.
Nell'estate 2015 decide di trasferirsi in Francia sottoscrivendo un contratto con il Saint-Étienne per giocare in Division 1 Féminine per la stagione entrante. Con la società dell'omonimo capoluogo del dipartimento della Loira rimane una sola stagione, collezionando 21 presenze in D1 e contribuendo a raggiungere il sesto posto in campionato e le semifinali di Coppa di Francia, con la squadra eliminata dal Montpellier.
Al termine della stagione 2015-2016 decide di abbandonare il calcio giocato.

### Nazionale
Karlsson inizia ad essere convocata dalla Federcalcio svedese dal 2001, chiamata a vestire la maglia della formazione under 16 in occasione dell'amichevole del 10 ottobre a Köping scendendo in campo nella sconfitta per 2-0 con le pari età della Germania.
Dall'esordio, per indossare nuovamente la maglia della nazionale, quella dell'under 17, deve attendere il maggio dell'anno successivo, convocata prima per una serie di amichevoli per poi essere inserita nella rosa della squadra che affronta la Nordic Cup, andando a rete per la prima volta in quell'occasione nel pareggio per 1-1 con la Norvegia.
Sempre del 2002 è il passaggio alla under 19, con la quale dopo la consueta trafila di amichevoli viene prima convocata dal tecnico federale Anna Signeul per il Torneo di La Manga 2003 per poi essere inserita in rosa per il secondo turno di qualificazione all'Europeo di Germania 2003, giocando tutti i tre incontri in programma e contribuendo significativamente all'accesso alla fase finale siglando la rete dell'1-1 con la Svizzera.. Confermata da Signeul anche per il torneo estivo UEFA, Karlsson scende in campo da titolare in tutti i quattro incontri giocati dalla Svezia, condividendo le sorti della sua nazionale che prima riesce a conquistarsi il passaggio del turno ai calci di rigore a i danni dell'Italia per poi subire la stessa sorte per opera della Norvegia in semifinale. L'anno successivo è nuovamente chiamata a disputare il secondo turno di qualificazione all'Europeo di Finlandia 2004, giocando due incontri ma non riuscendo con la sua squadra ad accedere alla fase finale, iniziando inoltre a essere convocata con la rappresentativa under 21 a una serie di incontri e tornei amichevoli fino al 2008.
Nel frattempo a febbraio 2005 viene convocata dalla selezionatrice della nazionale maggiore Marika Domanski-Lyfors e inserita in rosa con la squadra impegnata nell'edizione 2005 dell'Algarve Cup, scendendo in campo nei tre incontri del gruppo A della fase a gironi e condividendo con le compagne l'accesso alla finale per il terzo posto, partita tuttavia persa 3-2 con la Francia e che Karlsson, non impiegata, deve assistere dalla panchina.

## Statistiche

### Presenze e reti nei club
Statistiche aggiornate al 31 dicembre 2016.
| Stagione                                           | Squadra                                            | Campionato                                         | Campionato | Campionato | Coppe nazionali | Coppe nazionali | Coppe nazionali | Coppe continentali | Coppe continentali | Coppe continentali | Altre coppe | Altre coppe | Altre coppe | Totale | Totale |
| Stagione                                           | Squadra                                            | Comp                                               | Pres       | Reti       | Comp            | Pres            | Reti            | Comp               | Pres               | Reti               | Comp        | Pres        | Reti        | Pres   | Reti   |
| -------------------------------------------------- | -------------------------------------------------- | -------------------------------------------------- | ---------- | ---------- | --------------- | --------------- | --------------- | ------------------ | ------------------ | ------------------ | ----------- | ----------- | ----------- | ------ | ------ |
| 2002                                               | K. Landvetter                                      | DS                                                 | ?          | ?          | CS              | ?               | ?               | -                  | -                  | -                  | -           | -           | -           | ?      | ?      |
| 2003                                               | K. Landvetter                                      | DS                                                 | ?          | ?          | CS              | ?               | ?               | -                  | -                  | -                  | -           | -           | -           | ?      | ?      |
| 2004                                               | K. Landvetter                                      | DS                                                 | ?          | ?          | CS              | ?               | ?               | -                  | -                  | -                  | -           | -           | -           | ?      | ?      |
| 2005                                               | Kopparbergs/Göteborg                               | DS                                                 | ?          | ?          | CS              | ?               | ?               | -                  | -                  | -                  | -           | -           | -           | ?      | ?      |
| 2006                                               | Kopparbergs/Göteborg                               | DS                                                 | ?          | ?          | CS              | ?               | ?               | -                  | -                  | -                  | -           | -           | -           | ?      | ?      |
| 2007                                               | Kopparbergs/Göteborg                               | DS                                                 | ?          | ?          | CS              | ?               | ?               | -                  | -                  | -                  | -           | -           | -           | ?      | ?      |
| 2008                                               | Kopparbergs/Göteborg                               | DS                                                 | 21         | 5          | CS              | ?               | ?               | -                  | -                  | -                  | -           | -           | -           | 21+    | 5+     |
| Totale Kopparbergs Landvetter-Kopparbergs/Göteborg | Totale Kopparbergs Landvetter-Kopparbergs/Göteborg | Totale Kopparbergs Landvetter-Kopparbergs/Göteborg | 112        | 13         | -               | ?               | ?               | -                  | -                  | -                  | -           | -           | -           | 112+   | 13+    |
| 2009                                               | Linköping                                          | DS                                                 | 18         | 1          | CS              | 4               | 2               | -                  | -                  | -                  | -           | -           | -           | 22     | 3      |
| 2010                                               | Linköping                                          | DS                                                 | 18         | 2          | CS              | 4               | 0               | -                  | -                  | -                  | -           | -           | -           | 22     | 2      |
| Totale Bardolino Linköping                         | Totale Bardolino Linköping                         | Totale Bardolino Linköping                         | 36         | 3          | -               | 8               | 2               | -                  | -                  | -                  | -           | -           | -           | 44     | 5      |
| 2011                                               | Doncaster Rovers Belles                            | WSL 1                                              | 13         | 0          | CI              | ?               | ?               | -                  | -                  | -                  | -           | -           | -           | 8      | 2      |
| giu.-nov. 2011                                     | Jitex BK                                           | DS                                                 | 6          | 1          | CS              | -               | -               | -                  | -                  | -                  | -           | -           | -           | 6      | 1      |
| nov. 2011-2012                                     | Bardolino Verona                                   | A                                                  | 15         | 0          | CI              | ?               | ?               | -                  | -                  | -                  | -           | -           | -           | 15+    | 0+     |
| 2012-2013                                          | Bardolino Verona                                   | A                                                  | 28         | 4          | CI              | ?               | ?               | UWCL               | 4                  | 0                  | -           | -           | -           | 32+    | 4+     |
| 2013-2014                                          | AGSM Verona                                        | A                                                  | 30         | 10         | CI              | 5               | 3               | -                  | -                  | -                  | -           | -           | -           | 35     | 13     |
| Totale Bardolino Verona/AGSM Verona                | Totale Bardolino Verona/AGSM Verona                | Totale Bardolino Verona/AGSM Verona                | 73         | 14         | -               | 5+              | 3+              | -                  | 4                  | 0                  | -           | -           | -           | 82+    | 17+    |
| 2014-2015                                          | Brescia                                            | A                                                  | 25         | 0          | CI              | 3               | 0               | UWCL               | 2                  | 0                  | SI          | 1           | 0           | 31     | 0      |
| 2015-2016                                          | Saint-Étienne                                      | D1                                                 | 21         | 0          | CF              | 2               | 0               | -                  | -                  | -                  | -           | -           | -           | 23     | 0      |
| Totale carriera                                    | Totale carriera                                    | Totale carriera                                    | .          | .          | -               | .               | .               | -                  | .                  | .                  | -           | .           | .           | .      | .      |

### Cronologia presenze e reti in nazionale
| Cronologia completa delle presenze e delle reti in nazionale ― Svezia | Cronologia completa delle presenze e delle reti in nazionale ― Svezia | Cronologia completa delle presenze e delle reti in nazionale ― Svezia | Cronologia completa delle presenze e delle reti in nazionale ― Svezia | Cronologia completa delle presenze e delle reti in nazionale ― Svezia | Cronologia completa delle presenze e delle reti in nazionale ― Svezia | Cronologia completa delle presenze e delle reti in nazionale ― Svezia | Cronologia completa delle presenze e delle reti in nazionale ― Svezia |
| Data                                                                  | Città                                                                 | In casa                                                               | Risultato                                                             | Ospiti                                                                | Competizione                                                          | Reti                                                                  | Note                                                                  |
| --------------------------------------------------------------------- | --------------------------------------------------------------------- | --------------------------------------------------------------------- | --------------------------------------------------------------------- | --------------------------------------------------------------------- | --------------------------------------------------------------------- | --------------------------------------------------------------------- | --------------------------------------------------------------------- |
| 9-3-2005                                                              | Lagos                                                                 | Svezia                                                                | 1 – 2                                                                 | Germania                                                              | Algarve Cup 2005 - 1º turno                                           | -                                                                     | 82’                                                                   |
| 11-3-2005                                                             | Silves                                                                | Cina                                                                  | 0 – 2                                                                 | Svezia                                                                | Algarve Cup 2005 - 1º turno                                           | -                                                                     | 60’                                                                   |
| 13-3-2005                                                             | Loulé                                                                 | Norvegia                                                              | 1 – 1                                                                 | Svezia                                                                | Algarve Cup 2005 - 1º turno                                           | -                                                                     | 46’                                                                   |
| Totale                                                                |                                                                       | Presenze                                                              | 3                                                                     |                                                                       | Reti                                                                  | 0                                                                     |                                                                       |

## Palmarès
- Campionato svedese: 1

Linköping: 2009
- Coppa di Svezia: 2

Linköping: 2009, 2010
- Coppa Italia: 1

Brescia: 2014-2015
- Supercoppa italiana: 1

Brescia: 2014